# 다카모토 노리후미
다카모토 노리후미(일본어: 高本 詞史, 1967년 12월 31일 ~ )는 일본의 전 축구 선수이다.

## 구단 경력
1990년 일본 사커 리그의 도시바에 입단했다. 1993년 J1리그의 나고야 그램퍼스 에이트로 이적했다. 1994년 재팬 풋볼 리그의 교토 퍼플 상가로 이적했다. 1995년 재팬 풋볼 리그 준우승으로 J1리그로 승격했다. 1996년후 현역 은퇴.